# Nossa Senhora de Machede
Nossa Senhora de Machede is een plaats (freguesia) in de Portugese gemeente Évora en telt 1180 inwoners (2001).